# Антропометрическая косметология

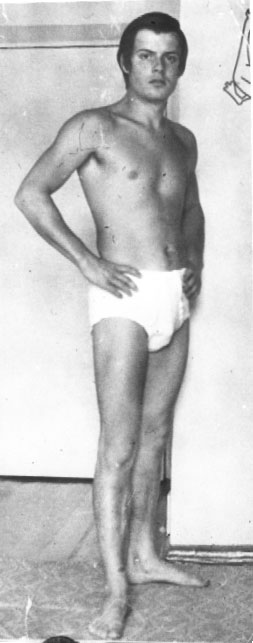
до удлинения голеней

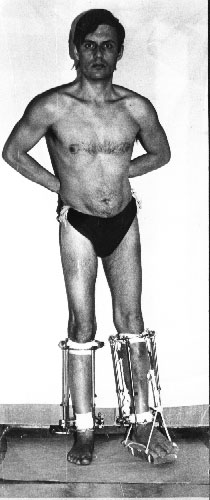
в процессе удлинения голеней

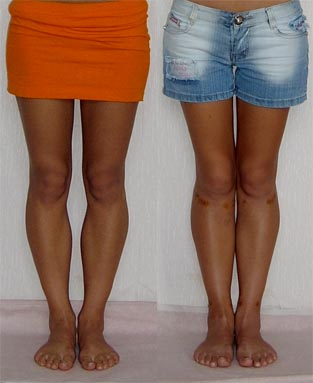
голени до выпрямления и выпрямленные, сразу после снятия аппаратов Илизарова

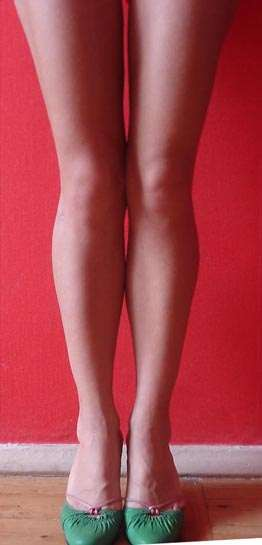
те же голени через полгода после
операции

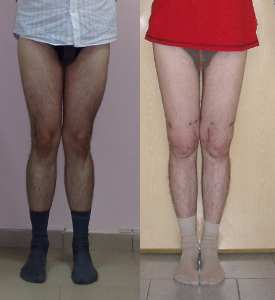
Исправление Х-образной кривизны ног

Антропометрическая (ортопедическая) косметология (Антропометрия — от греч. Ανθρωπος — человек и μετρεω — мерить, Ортопе́дия — от греч. ορθος — прямой, правильный и παιδεία — воспитание, обучение) — это исправление врождённых или приобретённых деформаций верхних и нижних конечностей человека, а также их коррекция (удлинение, выпрямление!) с чисто эстетическими целями, для устранения как физического, так и психологического дискомфорта.
Свод врачебных методик, позволяющих путём хирургического воздействия придавать конечностям пациента длину и форму, которые, насколько это возможно, приближены к лучшим образцам природной красоты.
Наука, исследующая пути для приближения пропорций человеческого тела к тем, которые считаются наилучшими с эстетической точки зрения.

## История
Антропометрическая (ортопедическая) косметология, как научное и врачебное направление, возникла в 90-е годы XX века на фундаменте травматологии, ортопедии и эстетической хирургии, максимально вобрав в себя весь их опыт и предшествующие достижения. В 1955 году Г. А. Илизаров с помощью своего аппарата установил, что если отломки кости при переломе не сжимать, а осторожно растягивать, не нарушая в то же время их соосности, то кость начинает нарастать в пространстве между отломками, и они срастаются, заполнив промежуток между собой новой костью. Это открытие оказалось эпохальным, перевернуло все предыдущие представления в травматологии и ортопедии. С помощью метода Илизарова стало возможным при сложных осколочных переломах костей, удаляя осколки, не сжимать оставшиеся отломки для сращивания, оставляя после лечения от руки или ноги укороченное уродство, а, зафиксировав отломки аппаратом, вырастить на месте осколков полноценную кость со всеми сосудами, нервами и мышцами, то есть полностью восстановить травматические утраты.
Помимо травматических повреждений, существуют деформации, связанные с болезнями опорно-двигательного аппарата как врождёнными, так и приобретёнными. Люди могут рождаться с недоразвитыми костями, ногами и руками разной длины. Существует заболевание хондродисплазия, когда ребёнок перестаёт расти, оставаясь взрослым карликом с укороченными, а часто и деформированными руками и ногами. Илизаров начал с помощью своих аппаратов решать и эти проблемы. Были сделаны конструкции для удлинения костей пальцев и сделаны первые опыты по вытягиванию костей рук и ног страдающим от хондродисплазии. Но в этом случае была разработана методика, которая требует искусственных переломов, то есть рассечения костей во время операции для установки и дальнейшего растягивания их аппаратами.
Впервые методика антропометрической косметологии была применена в России, в Волгограде, в 1992 году последователями Илизарова; А. Г. Каплуновым и М. Ф. Егоровым. Особенностью оперативного вмешательства являлось то, что оно было проведено с косметической целью у здорового мужчины. Был достигнут положительный эффект — удлинение голеней ног на 6 см за 11 месяцев. Впоследствии предложенную методику стали применять и в других городах. Первой научной публикацией по этой теме была книга «Ортопедическая косметология» М. Ф. Егорова, А. П. Чернова и М. С. Некрасова.
Наряду с внешней фиксацией в последнее время получили развитие и методики ортопедии с помощью погружных устройств. Это направление в 80-х годах прошлого века резко продвинули работы профессора Блискунова А. И. из Крымского медицинского института в Симферополе. Профессор разработал дистрактор для установки в кости бедер, позволявший наращивать их длину. Этот дистрактор не имеет выхода наружу, за пределы кожного покрова, и управляется специальными движениями ног пациента. Доктору Блискунову удалось сделать несколько удачных операций по удлинению бёдер с помощью своего дистрактора. Профессор умер в 1996 году. Его клиника тоже предлагает в настоящее время операции по антропометрической косметологии на основе дистрактора Блискунова.
Хирургическое вмешательство:
- Операции по удлинению и выпрямлению ног рекомендуется проводить с 18 лет, после окончательного закрытия зон роста в организме[8].

Антропометрическая косметология показана в следующих случаях:
- О-образное искривление голеней ног
- Х-образное искривление голеней ног
- Относительное укорочение ног по отношению к торсу
- В случаях, если недостаток роста пациента вызывает у него психологический дискомфорт.

Виды антропометрической косметологии:
- Антропометрическая коррекция для выпрямления голеней или бедер пациента
- Антропометрическая дистракция для удлинения голеней или бедер пациента
- Одновременное выполнение дистракции и коррекции в процессе изменения формы ног пациента

## Реабилитационный период
При антропометрической коррекции (выпрямлении) сам процесс выравнивания ног с помощью аппаратов Илизарова после операции занимает около 15 дней. Затем идёт период фиксации до снятия аппаратов. В зависимости от возможностей организма пациента длительность ношения аппаратов от момента операции до снятия может составить от 45 до 180 дней. После снятия аппаратов примерно месяца два не следует подвергать ноги чрезмерным нагрузкам и носить высокие каблуки. Окончательную форму после коррекции ноги принимают через 7-8 месяцев после операции. При антропометрической дистракции (удлинении) процесс удлинения может продолжаться в зависимости от того, на какую длину должны быть вытянуты голени или бедра пациента. В сутки можно удлинять не более чем на 1 мм. В настоящее время средний срок удлинения у пациентов занимает 3-4 месяца. А всего от операции до момента снятия аппаратов может пройти 7-18 месяцев. После снятия аппаратов месяца три в ногах будет ощущаться сильный дискомфорт, который следует устранять лечебно-физкультурными упражнениями, очень полезно плавание.
Осложнения после антропометрической косметологии:
1. Воспаление мягких тканей вокруг спиц аппарата Илизарова. В настоящее время при своевременном лечении не представляет никакой опасности. Если его не удается быстро устранить лекарственными методами, то спицу можно заменить, что не составляет сложности ни для врача, ни для пациента.
2. Медленная регенерация кости в месте рассечения. В частности, это характерно для курящих пациентов, если они продолжают интенсивное курение в период после операции и до снятия аппаратов.
3. Возникновение контрактур коленных и голеностопных суставов, для лечения которых требуется интенсивная лечебная гимнастика до и после снятия аппаратов.
4. Неудовлетворенность формой ног после антропометрической коррекции. В основном результат зависит от квалификации хирурга.

## Повторная операция
Вторично пациенты обращаются, когда хотят удлинить для общего роста не только голени, но и бёдра. Либо, если их не устроил результат выпрямления ног после первичной операции. Повторные операции рекомендуется проводить не ранее 1 года после первичной операции при выпрямлении ног и не ранее 2-х лет при удлинении.